# Молятичский сельсовет
Молятичский сельсовет — административная единица на территории Кричевского района Могилёвской области Белоруссии. Административный центр — агрогородок Молятичи.

## Состав
Молятичский сельсовет включает 10 населённых пунктов:
- Бродок — деревня.
- Ермаковка — деревня.
- Луты — деревня.
- Мирная — деревня.
- Молятичи — агрогородок.
- Мышковичи — деревня.
- Плещино — деревня.
- Слабуты — деревня.
- Сорочино — деревня.
- Узкий — посёлок.

Упразднённые населённые пункты на территории сельсовета:
- Высокое — посёлок.